# Qualcosa che non c'è
Qualcosa che non c'è  è un singolo della cantante italiana Elisa, pubblicata il 2 novembre 2007, come quarto e ultimo dalla prima raccolta della cantante Soundtrack '96-'06.

## Il brano
La canzone fu scritta da Elisa dopo un periodo di blocco creativo ed è uno dei brani più personali ed intimi della cantautrice. Originariamente non fu scritta pensando alla pubblicazione, la quale è invece avvenuta nella prima raccolta della cantautrice su stimolo di persone di sua fiducia.
La canzone è stata inclusa come bonus track nell'edizione canadese della raccolta americana Dancing, pubblicata nel 2008. È una delle uniche due canzoni in italiano (entrambe bonus track, assenti nella versione USA) comprese nella raccolta come omaggio agli italiani residenti in Canada. Il brano è stato pubblicato in versione acustica nel settimo album di Elisa, Ivy.
Il brano è inoltre presente nella colonna sonora del film Generazione mille euro, diretto da Massimo Venier.
È il sesto singolo in italiano di Elisa (il quarto di cui è autrice).

## Il singolo
Il singolo è uscito solo come download digitale. È stato distribuito un CD promo per le radio, dalle quali la canzone è stata sporadicamente trasmessa a partire dal 2 novembre 2007. Il singolo, benché estratto dalla raccolta Soundtrack '96-'06, anticipa l'uscita della raccolta dal vivo Soundtrack '96-'06 Live, per la quale funge da supporto. Il promo è preso di mira dai collezionisti.

## Il video
Il video della canzone è stato girato dalla stessa Elisa e dal team "The Underdog", vede oltre a primi piani del viso della cantautrice e a colorate immagini astratte, la presenza di alcune scene della registrazione del concerto pubblicata anche nel DVD Soundtrack '96-'06 Live. Il primissimo piano della cantautrice ricorda molto quello del video di Sleeping in Your Hand, il primo video di Elisa, quasi a voler chiudere il cerchio costituito dal primo decennio di attività.

## Tracce
CD promo INS 137
1. Qualcosa che non c'è – 5:19

## Classifiche
| Classifica (2008) | Posizione massima |
| ----------------- | ----------------- |
| Italia            | 17                |